# Filip Wichman
Filip Wichman (sinh ngày 30 tháng 1 năm 1994) là một cầu thủ bóng đá người Ba Lan.

## Sự nghiệp câu lạc bộ
Filip Wichman đã từng chơi cho YSCC Yokohama.